# Coupvray
Coupvray és un municipi francès, situat al departament de Sena i Marne i a la regió d'Illa de França. L'any 2007 tenia 2.790 habitants.
Forma part del cantó de Serris, del districte de Torcy i de la Comunitat d'aglomeració Val d'Europe Agglomération.

## Demografia

### Població
El 2007 la població de fet de Coupvray era de 2.790 persones. Hi havia 932 famílies, de les quals 120 eren unipersonals (44 homes vivint sols i 76 dones vivint soles), 256 parelles sense fills, 484 parelles amb fills i 72 famílies monoparentals amb fills.
La població ha evolucionat segons el següent gràfic:
Habitants censats

### Habitatges
El 2007 hi havia 1.014 habitatges, 954 eren l'habitatge principal de la família, 46 eren segones residències i 14 estaven desocupats. 967 eren cases i 42 eren apartaments. Dels 954 habitatges principals, 862 estaven ocupats pels seus propietaris, 71 estaven llogats i ocupats pels llogaters i 21 estaven cedits a títol gratuït; 6 tenien una cambra, 39 en tenien dues, 103 en tenien tres, 204 en tenien quatre i 602 en tenien cinc o més. 819 habitatges disposaven pel capbaix d'una plaça de pàrquing. A 387 habitatges hi havia un automòbil i a 514 n'hi havia dos o més.

### Piràmide de població
La piràmide de població per edats i sexe el 2009 era:
| Homes | Edats   | Dones |
| ----- | ------- | ----- |
| 0     | 95 o +  | 4     |
| 0     | 90 a 94 | 4     |
| 0     | 85 a 89 | 24    |
| 16    | 80 a 84 | 20    |
| 32    | 75 a 79 | 28    |
| 36    | 70 a 74 | 24    |
| 36    | 65 a 69 | 40    |
| 36    | 60 a 64 | 28    |
| 80    | 55 a 59 | 64    |
| 120   | 50 a 54 | 104   |
| 124   | 45 a 49 | 120   |
| 148   | 40 a 44 | 124   |
| 108   | 35 a 39 | 160   |
| 72    | 30 a 34 | 72    |
| 52    | 25 a 29 | 72    |
| 48    | 20 a 24 | 72    |
| 136   | 15 a 19 | 112   |
| 144   | 10 a 14 | 124   |
| 112   | 5 a 9   | 108   |
| 64    | 0 a 4   | 60    |

## Economia
El 2007 la població en edat de treballar era de 1.978 persones, 1.458 eren actives i 520 eren inactives. De les 1.458 persones actives 1.366 estaven ocupades (708 homes i 658 dones) i 92 estaven aturades (48 homes i 44 dones). De les 520 persones inactives 151 estaven jubilades, 232 estaven estudiant i 137 estaven classificades com a «altres inactius».

### Ingressos
El 2009 a Coupvray hi havia 953 unitats fiscals que integraven 2.699,5 persones, la mediana anual d'ingressos fiscals per persona era de 26.520 €.

### Activitats econòmiques
Dels 97 establiments que hi havia el 2007, 3 eren d'empreses alimentàries, 3 d'empreses de fabricació d'altres productes industrials, 12 d'empreses de construcció, 16 d'empreses de comerç i reparació d'automòbils, 5 d'empreses de transport, 6 d'empreses d'hostatgeria i restauració, 8 d'empreses d'informació i comunicació, 1 d'una empresa financera, 5 d'empreses immobiliàries, 30 d'empreses de serveis, 5 d'entitats de l'administració pública i 3 d'empreses classificades com a «altres activitats de serveis».
Dels 21 establiments de servei als particulars que hi havia el 2009, 2 eren tallers de reparació d'automòbils i de material agrícola, 1 taller d'inspecció tècnica de vehicles, 1 establiment de lloguer de cotxes, 4 guixaires pintors, 1 fusteria, 2 lampisteries, 1 electricista, 1 perruqueria, 3 veterinaris, 2 restaurants, 2 agències immobiliàries i 1 saló de bellesa.
Dels 7 establiments comercials que hi havia el 2009, 1 era un hipermercat, 2 fleques, 1 una fleca, 2 botigues d'electrodomèstics i 1 una botiga d'electrodomèstics.

## Equipaments sanitaris i escolars
L'únic equipament sanitari que hi havia el 2009 era una farmàcia.
El 2009 hi havia 1 escola maternal i 1 escola elemental.

## Poblacions més properes
El següent diagrama mostra les poblacions més properes.